# Isanybodydown.com
Isanybodydown.com, av webbplatsen skrivet IsAnybodyDown.com, var en hämndporrwebbplats som drevs av Craig Brittain. Webbplatsen startades i november 2011 och lades ned april 2013. Brittain samlade in bilder till webbplatsen på tre sätt. Brittain låtsades att vara kvinna på Craigslist där han uppmanade kvinnor att byta bilder med honom. Han uppmanade folk att skicka nakenbilder på personer (vanligtvis kvinnor) tillsammans med den avbildades personuppgifter, såsom adress, telefonnummer och facebookkonto, som han sedan lade upp på sin webbplats. Craig Brittain lät även webbplatsens användare begära nakenbilder på en viss person, varpå den som lade upp bilderna skulle belönas. Brittain lade ut bilderna utan att de avbildade varken kände till det eller beviljade tillstånd. Sammanlagt kom bilder på fler än 1 000 personer att visas på webbplatsen.
Craig Brittain tjänade in cirka 12 000 amerikanska dollar genom att köra webbplatsen. På webbplatsen marknadsfördes tjänster för att ta bort bilder och uppgifter från Isanybodydown.com mot en avgift på 200–500 amerikanska dollar. I själva verket låg just Brittain bakom dessa tjänster. Brittain påstår att bara 50 bilder egentligen räknas som Hämndporr och att de flesta bilder var "självuppladdade, självtagna" som "redan fanns tillgängliga för allmänheten på andra webbplatser." Brittain påstår även att han försökte att "främja positiv kroppsbild" och att flera av kvinnor som fanns på webbplatsen erbjöds modellkontrakt. Efter att lagt ned Isanybodydown.com startade Craig Brittain webbplatsen Obamanudes.com, som innehöll till stor del samma innehåll som Isanybodydown.com.

### Engelska originalcitat
1. ↑  [S]elf-posted, self-taken [...] which were already publicly posted to other websites.
2. ↑  [P]romote positive body image.